# Szentpétervár metróállomásainak listája
Ez a lista a szentpétervári metró állomásait sorolja fel.
| Állomás                            | Megnyitás            | Vonal                                                | Szomszédos állomások                               | Kép |
| ---------------------------------- | -------------------- | ---------------------------------------------------- | -------------------------------------------------- | --- |
| Admiraltyejszkaja 2                |                      | Nyevszko-Vaszileosztrovszkaja                        |                                                    |     |
| Baltyijszkaja                      | 1955. november 15.   | Kirovszko-Viborgszkaja                               | Narvszkaja Tyehnologicseszkij Insztyitut           |     |
| Borovaja                           |                      | Krasznoszelszko-Kalinyinszkaja                       |                                                    |     |
| Bronyevaja                         |                      | Krasznoszelszko-Kalinyinszkaja                       |                                                    |     |
| Buharesztszkaja                    | 2012. december 28.   | Frunzenszko-Primorszkaja                             | Mezsdunarodnaja Volkovszkaja                       |     |
| Csernisevszkaja                    | 1958. szeptember 1.  | Kirovszko-Viborgszkaja                               | Ploscsagy Lenyina Ploscsagy Vossztanyija           |     |
| Cskalovszkaja                      | 1997. szeptember 15. | Frunzenszko-Primorszkaja Lahtyinszko-Pravoberezsnaja | Kresztovszkij Osztrov Szportyivnaja                |     |
| Csornaja Recska                    | 1982. november 4.    | Moszkovszko-Petrogradszkaja                          | Pionyerszkaja Petrogradszkaja                      |     |
| Dosztojevszkaja                    | 1991. december 30.   | Lahtyinszko-Pravoberezsnaja                          | Szpasszkaja Ligovszkij Proszpekt                   |     |
| Dunajszkaja                        | 2019. október 3.     | Frunzenszko-Primorszkaja                             | Proszpekt Szlavi Susari                            |     |
| Elektroszila                       | 1961. április 29.    | Moszkovszko-Petrogradszkaja                          | Moszkovszkije Vorota Park Pobedi                   |     |
| Frunzenszkaja                      | 1961. április 29.    | Moszkovszko-Petrogradszkaja                          | Tyehnologicseszkij Insztyitut Moszkovszkije Vorota |     |
| Gavany                             |                      | Lahtyinszko-Pravoberezsnaja                          |                                                    |     |
| Gorkovszkaja                       | 1963. július 1.      | Moszkovszko-Petrogradszkaja                          | Nyevszkij Proszpekt Petrogradszkaja                |     |
| Gosztyinij Dvor                    | 1967. november 3.    | Nyevszko-Vaszileosztrovszkaja                        | Majakovszkaja Vaszileosztrovszkaja                 |     |
| Grazsdanszkij Proszpekt            | 1978. december 29.   | Kirovszko-Viborgszkaja                               | Akagyemicseszkaja Gyevjatkino                      |     |
| Jugo-Vosztocsnaja                  |                      | Lahtyinszko-Pravoberezsnaja                          | Kudrovo                                            |     |
| Jugo-Zapadnaja                     |                      | Krasznoszelszko-Kalinyinszkaja                       | Putyilovszkaja                                     |     |
| Kresztovszkij Osztrov              | 1999. szeptember 3.  | Frunzenszko-Primorszkaja                             | Sztaraja Gyerevnya Cskalovszkaja                   |     |
| Kudrovo                            | 2029. január 1.      | Lahtyinszko-Pravoberezsnaja                          | Jugo-Vosztocsnaja                                  |     |
| Ladozsszkaja                       | 1985. december 30.   | Lahtyinszko-Pravoberezsnaja                          | Novocserkasszkaja Proszpekt Bolsevikov             |     |
| Lenyinszkij Proszpekt              | 1977. október 5.     | Kirovszko-Viborgszkaja                               | Proszpekt Vetyeranov Avtovo                        |     |
| Lesznaja                           | 1975. április 22.    | Kirovszko-Viborgszkaja                               | Ploscsagy Muzsesztva Viborgszkaja                  |     |
| Ligovszkij Proszpekt               | 1991. december 30.   | Lahtyinszko-Pravoberezsnaja                          | Dosztojevszkaja Ploscsagy Alekszandra Nyevszkovo-2 |     |
| Majakovszkaja                      | 1967. november 3.    | Nyevszko-Vaszileosztrovszkaja                        | Gosztyinij Dvor Ploscsagy Alekszandra Nyevszkovo   |     |
| Mezsdunarodnaja                    | 2012. december 28.   | Frunzenszko-Primorszkaja                             | Proszpekt Szlavi Buharesztszkaja                   |     |
| Morszkoj faszad                    |                      | Lahtyinszko-Pravoberezsnaja                          |                                                    |     |
| Moszkovszkaja                      | 1969. december 25.   | Moszkovszko-Petrogradszkaja                          | Zvjozdnaja Park Pobedi                             |     |
| Moszkovszkije Vorota               | 1961. április 29.    | Moszkovszko-Petrogradszkaja                          | Elektroszila Frunzenszkaja                         |     |
| Novocserkasszkaja                  | 1985. december 30.   | Lahtyinszko-Pravoberezsnaja                          | Ladozsszkaja Ploscsagy Alekszandra Nyevszkovo-2    |     |
| Nyevszkij Proszpekt                | 1963. július 1.      | Moszkovszko-Petrogradszkaja                          | Szennaja Ploscsagy Gorkovszkaja                    |     |
| Obuhovo                            | 1981. július 10.     | Nyevszko-Vaszileosztrovszkaja                        | Proletarszkaja Ribackoje                           |     |
| Obvodnij Kanal                     | 2010. december 30.   | Frunzenszko-Primorszkaja                             | Volkovszkaja Zvenyigorodszkaja                     |     |
| Ozerki                             | 1988. augusztus 19.  | Moszkovszko-Petrogradszkaja                          | Proszpekt Proszvescsenyija Ugyelnaja               |     |
| Park Pobedi                        | 1961. április 29.    | Moszkovszko-Petrogradszkaja                          | Elektroszila Moszkovszkaja                         |     |
| Parnasz                            | 2006. december 22.   | Moszkovszko-Petrogradszkaja                          | Proszpekt Proszvescsenyija                         |     |
| Petrogradszkaja                    | 1963. július 1.      | Moszkovszko-Petrogradszkaja                          | Csornaja Recska Gorkovszkaja                       |     |
| Pionyerszkaja                      | 1982. november 4.    | Moszkovszko-Petrogradszkaja                          | Ugyelnaja Csornaja Recska                          |     |
| Ploscsagy Alekszandra Nyevszkovo   | 1967. november 3.    | Nyevszko-Vaszileosztrovszkaja                        | Jelizarovszkaja Majakovszkaja                      |     |
| Ploscsagy Alekszandra Nyevszkovo-2 | 1985. december 30.   | Lahtyinszko-Pravoberezsnaja                          | Novocserkasszkaja Ligovszkij Proszpekt             |     |
| Ploscsagy Lenyina                  | 1958. június 1.      | Kirovszko-Viborgszkaja                               | Csernisevszkaja Viborgszkaja                       |     |
| Ploscsagy Muzsesztva               | 1975. december 31.   | Kirovszko-Viborgszkaja                               | Polityehnyicseszkaja Lesznaja                      |     |
| Polityehnyicseszkaja               | 1975. december 31.   | Kirovszko-Viborgszkaja                               | Ploscsagy Muzsesztva Akagyemicseszkaja             |     |
| Proletarszkaja                     | 1981. július 10.     | Nyevszko-Vaszileosztrovszkaja                        | Lomonoszovszkaja Obuhovo                           |     |
| Proszpekt Bolsevikov               | 1985. december 30.   | Lahtyinszko-Pravoberezsnaja                          | Ulica Dibenko Ladozsszkaja                         |     |
| Proszpekt Proszvescsenyija         | 1988. augusztus 19.  | Moszkovszko-Petrogradszkaja                          | Parnasz Ozerki                                     |     |
| Proszpekt Szlavi                   | 2019. október 3.     | Frunzenszko-Primorszkaja                             | Dunajszkaja Mezsdunarodnaja                        |     |
| Proszpekt Vetyeranov               | 1977. október 5.     | Kirovszko-Viborgszkaja                               | Lenyinszkij Proszpekt                              |     |
| Puskinszkaja                       | 1956. április 30.    | Kirovszko-Viborgszkaja                               | Vlagyimirszkaja Tyehnologicseszkij Insztyitut      |     |
| Ribackoje                          | 1984. december 28.   | Nyevszko-Vaszileosztrovszkaja                        | Obuhovo                                            |     |
| Susari                             | 2019. október 3.     | Frunzenszko-Primorszkaja                             | Dunajszkaja                                        |     |
| Suvalovszkij proszpekt             |                      | Frunzenszko-Primorszkaja                             |                                                    |     |
| Szadovaja                          | 1991. december 30.   | Frunzenszko-Primorszkaja Lahtyinszko-Pravoberezsnaja | Admiraltyejszkaja Zvenyigorodszkaja                |     |
| Szennaja Ploscsagy                 | 1963. július 1.      | Moszkovszko-Petrogradszkaja                          | Nyevszkij Proszpekt Tyehnologicseszkij Insztyitut  |     |
| Szpasszkaja                        | 2009. március 7.     | Lahtyinszko-Pravoberezsnaja                          | Dosztojevszkaja Gornij Insztyitut                  |     |
| Szportyivnaja                      | 1997. szeptember 15. | Frunzenszko-Primorszkaja Lahtyinszko-Pravoberezsnaja | Admiraltyejszkaja Cskalovszkaja                    |     |
| Sztaraja Gyerevnya                 | 1999. január 14.     | Frunzenszko-Primorszkaja                             | Kresztovszkij Osztrov Komendantszkij Proszpekt     |     |
| Tyeatralnaja                       |                      | Lahtyinszko-Pravoberezsnaja                          | Gornij Insztyitut Szpasszkaja                      |     |
| Ugyelnaja                          | 1982. november 6.    | Moszkovszko-Petrogradszkaja                          | Ozerki Pionyerszkaja                               |     |
| Ulica Dibenko                      | 1987. október 1.     | Lahtyinszko-Pravoberezsnaja                          | Proszpekt Bolsevikov                               |     |
| Ulica Kommuni (metróállomás)       |                      |                                                      |                                                    |     |
| Vaszileosztrovszkaja               | 1967. november 3.    | Nyevszko-Vaszileosztrovszkaja                        | Gosztyinij Dvor Primorszkaja                       |     |
| Viborgszkaja                       | 1975. április 22.    | Kirovszko-Viborgszkaja                               | Lesznaja Ploscsagy Lenyina                         |     |
| Vlagyimirszkaja                    | 1955. november 15.   | Kirovszko-Viborgszkaja                               | Puskinszkaja Ploscsagy Vossztanyija                |     |
| Volkovszkaja                       | 2008. december 20.   | Frunzenszko-Primorszkaja                             | Buharesztszkaja Obvodnij Kanal                     |     |
| Zvenyigorodszkaja                  | 2008. december 20.   | Frunzenszko-Primorszkaja                             | Obvodnij Kanal Szadovaja                           |     |
| Zvjozdnaja                         | 1972. december 25.   | Moszkovszko-Petrogradszkaja                          | Moszkovszkaja Kupcsino                             |     |